# Герман Манкевич
Герман Джейкоб Манкевич (англ. Herman Jacob Mankiewicz; 7 листопада 1897, Нью-Йорк — 5 березня 1953, Голлівуд, Каліфорнія) — голлівудський сценарист, який відрізнявся цинічним гумором.
Його найвідоміша робота — написаний у співавторстві з Орсоном Веллсом сценарій до фільму «Громадянин Кейн», який отримав премію «Оскар» за найкращий оригінальний сценарій. Його ім'я не було зазначене у титрах. До 1970-х автором «Громадянина Кейна» вважали лише Орсона Веллса, поки у The New Yorker 1971 року не вийшла викривальна стаття впливової американської кінокритикині Полін Кейл «Вирощуючи Кейна». Кейл, докладно досліджуючи історію створення фільму, оскаржувала абсолютне авторство Орсона Веллса і приписувала щонайменше половину заслуг картини її сценаристу Манкевичу.
Так само брав участь в написанні сценарію до фільму «Джентльмени віддають перевагу білявкам», продюсував ряд фільмів братів Маркс. Кар'єрі Манкевича шкодила пристрасть до алкоголю. Помер від ниркової недостатності.
Він здобув освіту в Колумбійському університеті й в Берліні. Був старшим братом Джозефа Манкевича.

## Фільмографія
- 1928 — Останній наказ
- 1930 — Сміх / Laughter
- 1930 — Королівська сім'я з Бродвею
- 1930 — Король-бродяга
- 1933 — Качиний суп
- 1933 — Обід о восьмій
- 1941 — Громадянин Кейн
- 1942 — Гордість янкі
- 1944 — Різдвяні канікули
- 1949 — Жіноча таємниця

## Про нього
У 2020 році Netflix презентував фільм Девіда Фінчера «Манк» про Германа Дж. Манкевича та його битву з режисером Орсоном Веллсом за авторство сценарію фільму «Громадянин Кейн».